# یک و یک
یک و یک، یکی از بزرگ‌ترین برندهای تولیدکننده مواد غذایی و صنایع تبدیلی کشاورزی در ایران است.

## تاریخچه
یک و یک را سناتور علی‌قلی خان هدایت در سال ۱۳۴۶ با نام دشت مرغاب به ثبت رساند.  محل این شرکت در منطقه دشت مرغاب و شهر قادراباد در ۱۴۵ کیلومتری شیراز است. یک و یک در سال ۱۳۷۴ به شرکت سهامی عام تبدیل شد و در سال ۱۳۸۴ سهام این شرکت به بخش خصوصی واگذار گردید.
محصولات یک و یک علاوه بر پخش در ایران، به کشورهای دیگر نیز صادر می‌شوند. از جمله این کشورها می‌توان آمریکا، انگلستان، فرانسه، آلمان، استرالیا، ایتالیا، سوئد، کانادا، ژاپن، مکزیک، چین، هند، عربستان، امارات متحده عربی، کویت، قطر، کشورهای حوزه CIS را نام برد.
کمبود آب و و به طبع آن کمتر شدن تولیدات کشاورزی تاثیر زیادی بر روی تولیدات این شرکت داشته است

## شعار شرکت
نام تجاری یک و یک برگرفته از شعار این شرکت محصول درجه یک از مواد درجه یک است.

لوگوی لاتین یک و یک

## جوایز و افتخارات
- صادرکننده نمونه صنایع غذایی ایران ۱۳۸۷[۳][نیازمند یادکرد دقیق]
- عنوان برتر صنایع غذایی در سال ۹۱با عنوان اقتصاد سبز
- تندیس دیموند برتر در سال ۹۲ در گروه محصولات مصرفی کم دوام غذایی[۴]
- قهرمان صنعت حوزه تولید غذاهای کنسروی، آبلیمو
- برند محبوب کشور در تولیدات کنسرو در سال 92[۵]
- واحد نمونه کیفی در سطح ملی ۱۳۹۰
- صادرکننده نمونه استان فارس ۱۳۸۹
- صادرکننده نمونه کشوری ۱۳۸۸
- صادرکننده برتر فارس ۱۳۸۵
- واحد برتر صنایع غذایی همایش غذای سالم از مزرعه تا سفره ۱۳۹۱

## برند یک و یک
برند یک و یک در سال ۱۳۹۲ در دهمین جشنواره ملی قهرمانان صنعت ایران به عنوان یکی از ۱۰۰ برند برتر ایران شناخته شد.